# Białków Kościelny
Białków Kościelny – wieś w Polsce położona w województwie wielkopolskim, w powiecie kolskim, w gminie Kościelec.
W latach 1975–1998 miejscowość administracyjnie należała do województwa konińskiego.

## Informacje ogólne
Wieś położona jest na zachodnim skraju doliny rzeki Kiełbaski, 5 km na południowy zachód od Koła, przy drodze dojazdowej z Kościelca do autostrady A2. Pierwsza wzmianka o jej istnieniu pochodzi z 1268 r. Była przez wieleset lat własnością królewską w starostwie kolskim. We wsi zachowały się liczne chałupy drewniane, będące przykładem dawnego budownictwa wiejskiego na ziemiach wschodniej Wielkopolski. 
We wsi znajduje się Ochotnicza Straż Pożarna (rok założenia - 1922). 

## Historia
Pierwsza wzmianka o wsi pochodzi z dokumentu z 24 kwietnia 1268 roku, kiedy to książę Bolesław Pobożny nadał wsi immunitet ekonomiczny i sądowy. Wieś była wtedy własnością łowczego poznańskiego Bodzęty z rodu Porajów, być może należy go identyfikować z podczaszym księcia Władysława Odonica oraz podkomorzym księcia Przemysła I. Prawdopodobnie już w 1268 roku istniał we wsi kościół.
Jeszcze w 1357 roku wieś była własnością rodu Porajów, gdyż wtedy to biskup krakowski Bodzęta wykupił wieś z zastawu od Jana z Płomykowa za kwotę 40 grzywien. Parafia w Białkowie Kościelnym powstała najpóźniej po 1357 roku, a pierwsza wzmianka o niej pochodzi z 1414 roku, w dokumencie Jana XXIII, w którym nakazuje on proboszczowi z Białkowa i innym osobom zwrot określonych dochodów parafii w Brudzewie.
Nie wiadomo w jakich okolicznościach wieś stała się własnością królewską, ale po raz pierwszy w dokumentach wzmiankowana jest jako dobro monarsze w 1476 roku. Wieś należała wtedy do tzw. tenuty kolskiej. W 1521 roku w Białkowie znajdował się kościół pw. świętego Stanisława z prawem patronatu króla, w 1528 roku król przekazał jednak prawo patronatu Piotrowi Kmicie. We wsi istniała także szkoła parafialna.

## Kościół
Drewniany kościół Świętego Stanisława Biskupa z 1809 r. Jest on budynkiem jednonawowym z nieco węższym prezbiterium. Nad jego dwuspadowym dachem góruje wieżyczka na sygnaturkę. Wnętrze przykrywa strop płaski. W neogotyckim ołtarzu barokowe rzeźby: św. Piotr i św. Paweł.

## Przyroda
W Białkowie Kościelnym znajdowało się swego czasu jedyne znane w Polsce aktywne stanowisko lokalnie krytycznie zagrożonego chrząszcza Mecynotarsus serricornis. W latach 1997–2000 obserwowano tam liczną populację. Stanowisko to zniszczono w trakcie budowy autostrady A2.